# Біличий
54°25′59″ пн. ш. 137°50′26″ сх. д. / 54.433055555556° пн. ш. 137.84055555556° сх. д.
Біличий острів (рос. Беличий остров) — острів Шантарського архіпелагу розташований на північ від Тугурського півострова між ним та островом Великим Шантарем у західній частині Охотського моря. Територія Тугуро-Чуміканського району Хабаровського краю Російської Федерації. Площа — 70 км². Названий так у XVIII столітті через велику кількість білок, що мешкають у його лісах.
Складається із двох піднесених частин, що з'єднані низьким піщаним перешийком. Найбільша висота північної частини перевищує 450 м, південної — близько 300 м. Береги скелясті.